# All American Racers
All American Racers je američka automobilistička momčad i konstruktor. 
Momčad su osnovali Dan Gurney i Carroll Shelby 1964., a natjecala se u raznim automobilističkim kategorijama, među kojima je najpoznatija Formula 1 i IndyCar. Bolidi momčadi nosili su ime Eagle.